# Chris Metzen
Christopher Vincent Metzen (22 de novembro de 1973) é um designer de jogos, artista, dublador e escritor estadunidense conhecido por seu trabalho no universo ficcional da Blizzard Entertainment em suas três principais franquias: Warcraft, Diablo e Starcraft. Em uma ocasião, Metzen publicava sua arte sobre o pseudônimo de "Thundergod". Ele foi contratado pela Blizzard como animador e artista; seu primeiro trabalho na companhia foi no jogo intitulado Justice League Taskforce.
Metzen foi vice-presidente sênior de desenvolvimento de franquias e histórias da Blizzard Entertainment e auxiliou os projetos da empresa, oferecendo sua voz para vários personagens, além de contribuir para a criação artística com o design de personagens. Fora da Blizzard Entertainment, Metzen escreveu uma série baseada em uma segunda guerra civil americana futurista. Metzen se aposentou em setembro de 2016 para passar mais tempo com sua família.

## Carreira

### Blizzard Entertainment
Metzen começou sua carreira em design depois de se apresentar na Blizzard Entertainment, na época conhecida como Chaos Studios, por recomendação de um amigo que havia visto seu trabalho. Ele foi rapidamente recrutado pela empresa, embora Metzen afirmasse que na época ele realmente não sabia o que a Blizzard tratava, assumindo que era um estúdio de design gráfico em vez de uma desenvolvedora de jogos eletrônicos.
O primeiro trabalho de Metzen para a empresa foi com o jogo Justice League Taskforce, no qual ele forneceu trabalhos com arte e animação de personagens. Na mesma época, Metzen também contribuiu para o Warcraft: Orcs & Humans de 1994, trabalhando com a arte, ilustrações e na documentação (manual) do jogo. Os videogames posteriores da Blizzard Entertainment frequentemente incluíam o trabalho de Metzen em design manual, ilustração e arte conceitual. No entanto, o papel de Metzen no desenvolvimento de jogos da franquia Warcraft aumentou significativamente com o Warcraft II:Tides of Darkness, de 1995, que lhe deu a oportunidade de trabalhar no universo fictício baseado em fantasia medieval, além de projetar os vários cenários e missões do jogo.
Em 1996, a Blizzard Entertainment lançou sua segunda franquia importante com o jogo RPG Diablo. O universo fictício de Diablo foi criado por Metzen e seu colega designer Bill Roper, e Metzen também forneceu dublagem para alguns dos personagens do jogo. Na ocasião, Metzen forneceria o seu talento em dublagem para videogames posteriores. Em 1998, ele assumiu o papel de designer-chefe no jogo sci-fi de estratégia StarCraft . Junto com James Phinney, Metzen novamente forneceu a extensa história e roteiro do jogo, além de organizar o elenco para o jogo. Em 1999, Metzen escreveu um conto ambientado no universo StarCraft  com Sam Moore, colega da Blizzard Entertainment. A história, intitulada Revelations, foi publicada na edição da primavera de Amazing Stories, com capa de Samwise Didier. Voltando à série Diablo em 2000 com Diablo II, Metzen trabalhou na história, roteiro e arte do jogo. Em 2001, ele publicou um romance ambientado no universo Warcraft, intitulado Of Blood and Honor.
Em 2002, com Warcraft III: Reign of Chaos, Metzen era o diretor criativo, um papel que ele desempenharia em todos os videogames posteriores da Blizzard, em que, no caso de Warcraft III, forneceu o conceito e o roteiro da história do jogo. O trabalho de Metzen com o MMORPG World of Warcraft de 2004 não foi tão extenso quanto seu trabalho anterior, mas ele ainda contribuiu com a escrita de roteiro, arte e trabalhos de dublagem.
Metzen anunciou no início de 2005 que estava trabalhando em uma série independente da Blizzard Entertainment. A série, intitulada Soldier: 76, se passa em uma segunda guerra civil americana em 2010, com o aumento de ameaças terroristas internas e globais e o aumento de poder do governo federal dos Estados Unidos sobre o poder dos governos estaduais locais que servem como pano de fundo. Metzen escreveu o roteiro da série, enquanto o artista brasileiro Max Velati foi responsável pela ilustração e arte do livro. Soldier: 76 mais tarde apareceria como personagem em Overwatch, o jogo de tiro em primeira pessoa online da Blizzard, lançado em maio de 2016.
Chris Metzen se uniu ao autor Flint Dille e ao artista Livio Ramondelli para criar a série de quadrinhos digitais quinzenais, de 12 partes, Transformers: Autocracy. Autocracy foi publicada pela IDW Publishing em 2012. A série se concentrou nos dias anteriores à Grande Guerra. Ele se passa após a Megatron Origin e apresenta os Decepticons como uma força estabelecida, semeando dissidência em Cybertron principalmente por meio de ações terroristas. A série se concentra no Orion Pax, um comandante Autobot encarregado de enraizar essas células. Transformers: Autocracy foi lançado como um coletável trade paperback em julho de 2012 junto com um bônus autorizado por Metzen. Autocracy foi seguida por Transformers: Monstrosity em 2013 e Transformers: Primacy em 2014.
Metzen fez uma aparição no filme Warcraft de 2016, como um vendedor de perfumes com turbante em Ventobravo. Em 12 de setembro de 2016, Metzen anunciou que estava se aposentando da Blizzard Entertainment depois de quase vinte e três anos na empresa. Em novembro de 2018, Metzen apareceu na Blizzcon 2018 no quadro de Q&A (perguntas e respostas) de World of Warcraft, onde perguntou sobre o retorno do "verdadeiro Chefe Guerreiro" da Horda. Afrasiabi respondeu que, se uma vaga fictícia no quadro de empregos fosse postada precisando de um Chefe Guerreiro, ele (Afrasiabi) telefonaria para Metzen. Ele voltou ao papel de Thrall na cinemática "Safe Haven"("Porto Seguro" em Português), lançado em maio de 2019 e dublou o personagem após o seu retorno no patch 8.2 "Ascensão de Azshara" para World of Warcraft: Battle for Azeroth. Metzen também dublou o Dragão-Rei Trovão na terceira temporada da série animada da Netflix, The Dragon Prince.

### Warchief Gaming
Em 27 de outubro de 2020, Chris Metzen ao lado de Mike Gilmartin, ex-vice presidente da Garantia de Qualidade da Blizzard, anunciou a fundação de uma nova empresa na área de jogos de tabuleiro, a Warchief Gaming. Segundo este, as razões que o levaram a investir em uma empresa de jogos de tabuleiro ao invés de eletrônicos onde este tem mais experiência seria a busca por experiências similares ao seu início de carreira.

## Vida pessoal e influências artísticas
Ele começou a criar quadrinhos aos doze anos de idade, mas tinha interesse em desenhar desde pelo menos aos seis. Fã de Dungeons & Dragons, Metzen cita a série de romances Dragonlance e Star Wars como as principais inspirações para suas criações de fantasia e ficção científica. Os interesses de Metzen incluem música pop e rock, vida noturna e bicicletas sujas.
Em 21 de abril de 2013, Metzen se casou com sua namorada de longa data Kat Hunter, que era gerente de projetos de licenciamento da Blizzard Entertainment. Eles têm três filhos.

## Atuações

### Videogames
- StarCraft – Fuzileiro, Cruzador de Batalha, Fantasma
- Warcraft III: Reign of Chaos – Thrall
- Warcraft III: The Frozen Throne – Thrall, Vol'jin
- World of Warcraft – Thrall, Vol'jin, Orcs, Nefarian, Ragnaros, Hakkar o Esfolador de Almas
- World of Warcraft: The Burning Crusade – Thrall, Vol'jin
- World of Warcraft: Wrath of the Lich King – Thrall, Vol'jin, Varian Wrynn, Carrasco Saurfang/Dranosh Saurfang, Bronjahm
- StarCraft II: Wings of Liberty – Fuzileiro, Cruzador de Batalha
- World of Warcraft: Cataclysm – Thrall, Vol'jin, Varian Wrynn, Nefarian, Ragnaros, Hakkar o Esfolador de Almas
- World of Warcraft: Mists of Pandaria – Thrall, Arcanital Mara'kah, Captão Halu'kal, Nalak o Senhor da Tempestade, Deus-da-guerra Jalak
- Starcraft II: Heart of the Swarm - Fuzileiro, Cruzador de Batalha
- Hearthstone - Thrall, diversos lacaios.
- World of Warcraft: Warlords of Draenor - Thrall, Varian Wrynn
- Heroes of the Storm - Thrall, Varian Wrynn, Imperius
- StarCraft II: Legacy of the Void – Fuzileiro, Cruzador de Batalha
- World of Warcraft: Legion - Thrall, Varian Wrynn, Duque Hydraxis
- Overwatch - Bastion
- World of Warcraft: Battle for Azeroth - Thrall
- World of Warcraft: Shadowlands - Thrall

### Televisão
- The Dragon Prince - Thunder/Avizandum